# EDonkey
EDonkey är ett fildelningsprogram och är originalversionen av eDonkey2000-klienten. Sökning är inbyggt i EDonkey-servern, på samma sätt som i Napster.